# Евростат
Евростат (на латиница: Eurostat) (Statistical Office of the European Communities) е статистическа служба към Европейската комисия, която събира информация за страните в Европейския съюз и хармонизира статистическите методи за събиране на данни в различните страни членки. Първоначално е създаден през 1958 към Европейската общност.

## История и функции
Евростат е основан през 1953 г. като статистическа служба на Европейското обединение за въглища и стомана. С времето списъкът от задачи на службата се разширява и през 1958 г. на нейна база е сформиран генерален директорат. Основна задача на директората е да захранва другите генерални директорати на Европейската комисия и различни европейски институти със статистическа информация, необходима за формиране, реализация и анализ на провежданите от тях политики.
С развитието на Европейския съюз голямо значение придоби унификацията на статистическите методи, използвани от страните-членки и кандидат-членки на ЕС. Евростат не се занимава с непосредствен сбор на статистически данни – това е задача на статистическите служби на съответните страни. Събраната от националните служби информация се обработва от Евростат, привежда се към единни стандарти и се публикува. Евростат си сътрудничи тясно с националните служби по статистика на страните от ЕС с цел да се изработят единни статистически стандарти.
Сега генерален директор на службата е Гюнтер Ханрайх (Günther Hanreich). Неговия предшественник – Michel Vanden Abeele – установи през 2004 г., че статистическата информация, предоставена от правителството на Гърция е подложена на силни манипулации. На базата на тези неверни данни Гърция е приета през 2000 г. в еврозоната.
На Генералния директор на Евростат се подчиняват седем директори, отговарящи за различни сектори:
- ресурси
- статистически методи и инструменти; публикации
- държавна и общоевропейска статистика
- икономика и регионална статистика
- селско стопанство и екология; сътрудничество
- социална статистика и информационно сътрудничество
- бизнес-статистика

## Управление
От 1 април 2017 г. генерален директор на Евростат е българката Мариана Коцева. Списък на главните директори на Евростат:
| Име                                                        | Националност     | Мандат             |
| ---------------------------------------------------------- | ---------------- | ------------------ |
| Ролф Вагенфюр (на немски: Rolf Wagenführ)                  | Западна Германия | 1952 – 1966        |
| Реймон Дюма (на френски: Raymond Dumas)                    | Франция          | 1966 – 1973        |
| Жак Майер (на френски: Jacques Mayer)                      | Франция          | 1973 – 1977        |
| Оге Дорнонвил де ла Кур (на датски: Aage la Cour)          | Дания            | 1977 – 1982        |
| Питер де Гюйс (на нидерландски: Pieter de Geus)            | Нидерландия      | 1982 – 1984        |
| Силвио Ронкетти (на италиански: Silvio Ronchetti)          | Италия           | 1984 – 1987        |
| Ив Франше (на френски: Yves Franchet)                      | Франция          | 1987 – 2003        |
| Мишел Ванден Абеле (на нидерландски: Michel Vanden Abeele) | Белгия           | 2003 – 2004        |
| Гюнтер Ханрайх (на немски: Günther Hanreich)               | Австрия          | 2004 – 2006        |
| Ерве Каре (на френски: Hervé Carré)                        | Франция          | 2006 – 2008        |
| Валтер Радемахер (на немски: Walter Radermacher)           | Германия         | 2008 – 2016        |
| Мариана Коцева (и.д.)                                      | България         | 2017 – понастоящем |